# Deluge (film)
Potopul (titlu original: Deluge) este un film apocaliptic SF american din 1933 regizat de Felix E. Feist. În rolurile principale joacă actorii Peggy Shannon, Sidney Blackmer, Lois Wilson. Este bazat pe romanul omonim din 1928 al scriitorului britanic S. Fowler Wright.

## Prezentare
Un puternic cutremur lovește Statele Unite și distruge Coasta de Vest. De asemenea, dezlănțuie un potop masiv care amenință să distrugă Coasta de Est.

## Distribuție
- Peggy Shannon ca Claire Arlington
- Lois Wilson ca Helen Webster
- Sidney Blackmer ca Martin Webster

## Film redescoperit
Numeroși ani, Deluge a fost considerat un film pierdut, dar o versiune dublată în italiană a fost descoperită într-o arhivă de filme din Roma, Italia în 1981. Înainte de această descoperire, singura parte cunoscută a filmului care a supraviețuit era scena cu valul uriaș care distrugea orașul New York, deoarece aceasta a mai folosită și în două seriale Republic, și anume în Dick Tracy vs Crime Inc (1941) și în King of the Rocket Men (1949).

## Diferențe față de roman
În film, potopul are loc pe Coasta de Est a Statelor Unite. În romanul din 1928, S. Fowler Wright descrie o inundație care a devastat Marea Britanie.